# Бристол Бегшот
Бристол Бегшот (енгл. Bristol Bagshot) је трочлани британски тешки ловац који је производила фирма Бристол (енгл. Bristol). Први лет авиона је извршен 1927. године. 

Празан авион је имао масу од 2313 килограма. Нормална полетна маса износила је око 3717 килограма. 

## Наоружање
Авион је био наоружан са два топа COW калибра 37 mm и два митраљеза Lewis калибра 7,7 mm.
| Наоружање авиона: Бристол Бегшот |           |
| Ватрено (стрељачко) наоружање    |           |
| Топ                              |           |
| Број и ознака топа               | 2 х       |
| Калибар                          | 37        |
| Митраљез                         |           |
| Број и ознака митраљеза          | 2 х Lewis |
| Калибар                          | 7,7       |
| Бомбардерско наоружање (бомбе)   |           |
| Ракетно наоружање (ракете)       |           |

## Земље које су користиле авион
- Велика Британија